# David Robertson (football, 1986)
Pour les articles homonymes, voir David Robertson.
David Robertson, né le 23 septembre 1986 à Livingston, est un ancien footballeur écossais, accusé de viol, qui a joué comme un milieu offensif pour Dundee United, St Johnstone, Greennock Morton, Livingston, Ayr United, Selkirk et Cowdenbeath. Il a remporté la Coupe d'Écosse avec Dundee United en 2010 et a représenté l'Équipe d'Écosse espoirs de football. Robertson a pris sa retraite de sa carrière de footballeur en janvier 2017.

## Carrière

### Dundee United
Robertson, né à Livingston, rejoint Dundee United en tant que jeune joueur et a été le meilleur buteur de la Scottish Premier League Youth League de 2004-2005, malgré le fait qu'il jouait comme milieu de terrain. Robertson fait ses débuts pour Dundee United en janvier 2006, lors du match nul (1–1) contre Aberdeen, lorsqu'il quitte le banc dans les dernières minutes pour remplacer le joueur / entraîneur Craig Brewster qui s'était blessé. Robertson marque son premier but trois mois plus tard, lors d'une défaite en championnat contre Livingston (3-1), et son but tardif en prolongation envoie United au troisième tour de la Coupe de la Ligue écossaise au début de la saison suivante. D'autres buts en championnat sont réalisés contre Inverness Caledonian Thistle (deux fois) et Celtic, avec une frappe contre St Mirren garantissant la victoire de Robertson en 2006-2007. En effet, la forme de Robertson le voit signer un nouveau contrat de deux ans en février de cette saison.
En septembre 2007, Robertson honore sa première sélection écossaise des moins de 21 ans et plus tard cette saison-là, il est remplaçant en prolongation lors de la finale 2008 de la coupe de la Ligue écossaise contre les Rangers, manquant l'un des penaltys de Dundee United lors de leur défaite. En janvier 2009, Robertson signe une nouvelle prolongation de son contrat, s'engageant dans le club jusqu'en mai 2011. Le 24 mars 2010, Robertson a marqué un but vital de dernière minute contre les Rangers en quart de finale de la Coupe d'Écosse, menant Dundee United a remporter la victoire pour la deuxième fois seulement en 100 ans d'histoire. Lors de la finale de la coupe d'Écosse 2010, Robertson joue comme remplaçant.

### St Johnstone
Bien qu'il se soit vu proposer un nouveau contrat par United en 2011, Robertson choisit plutôt de signer pour St Johnstone. Robertson fait ses débuts pour St Johnstone lors d'un match de championnat contre Aberdeen le 23 juillet 2011.
Le 28 novembre 2012, Robertson est blessé lors du match de St Johnstone contre Hibernian et le lendemain, le manager du club, Steve Lomas, confirme que Robertson s'est cassé la jambe.
Le 13 décembre 2013, St Johnstone annonce que Robertson ne recevrait pas de nouveau contrat à l'expiration de son contrat en cours. En décembre 2013, Robertson est mis à l'essai chez Greenock Morton.

### Greenock Morton
Le 3 janvier 2014, Robertson signe pour Greenock Morton,.
Le père de Robertson, Dougie, a joué près de 200 matchs pour Morton entre 1983 et 1990.

### Livingston et Ayr United
Pendant l'été 2014, Robertson quitte Morton pour signer pour Livingston. Il marque lors de ses débuts en compétition pour le club, entrant dans le match à la 112e minute contre Queen of the South et marquant quelques minutes plus tard, assurant la victoire en prolongation.
Après sept mois avec Livingston, Robertson est transféré à l'équipe écossaise de la Ligue 1 Ayr United pour un contrat à court terme. À la fin de la saison 2014-2015, Robertson est libéré par The Honest Men.

### Selkirk et Cowdenbeath
Le 18 décembre 2015, Robertson signe pour le club Selkirk de la Lowland League. Après six mois avec Selkirk, Robertson retourne en SPFL, signant en juin 2016 pour l'équipe de Scottish League Two, Cowdenbeath Football Club. Robertson prend sa retraite en janvier 2017, après qu'un juge statue qu'il avait violé une femme.

## Jugement pour viol
Robertson et David Goodwillie, qui était alors un coéquipier de Robertson à Dundee United, ont été accusés d'avoir violé une femme en janvier 2011. Goodwillie a été accusé de viol, mais les autorités judiciaires écossaises ont décidé de ne pas engager de poursuites pénales. La femme a alors intenté une action civile contre Robertson et Goodwillie. Le 17 janvier 2017, Robertson et Goodwillie ont été déclarés coupable de viol et condamnés à payer 100 000 £ (118 257 €) d'indemnisation,. L'affaire civile a été jugée selon la prépondérance des probabilités et n'a pas nécessité la corroboration des preuves, contrairement aux affaires pénales écossaises. Le club de Robertson, Cowdenbeath, a publié une déclaration indiquant qu'il ne serait pas considéré pour la sélection jusqu'à ce que de plus amples informations aient été reçues et prises en compte. Robertson a ensuite annoncé sa retraite de footballeur. En novembre 2017, trois juges d'appel de la Court of Session ont confirmé la décision.

## Statistiques
| Club              | Saison            | Ligue | Ligue | Coupe | Coupe | Coupe de la Ligue | Coupe de la Ligue | Autre | Autre | Total | Total |
| Club              | Saison            | App.  | Buts  | App.  | Buts  | App.              | Buts              | App.  | Buts  | App.  | Buts  |
| ----------------- | ----------------- | ----- | ----- | ----- | ----- | ----------------- | ----------------- | ----- | ----- | ----- | ----- |
| Dundee United     | 2005–06           | 11    | 1     | 0     | 0     | 0                 | 0                 | 0     | 0     | 11    | 1     |
| Dundee United     | 2006–07           | 26    | 3     | 2     | 1     | 2                 | 1                 | 0     | 0     | 30    | 5     |
| Dundee United     | 2007–08           | 20    | 6     | 1     | 0     | 4                 | 0                 | 0     | 0     | 25    | 6     |
| Dundee United     | 2008–09           | 19    | 3     | 2     | 0     | 2                 | 0                 | 0     | 0     | 23    | 3     |
| Dundee United     | 2009–10           | 14    | 0     | 5     | 1     | 0                 | 0                 | 0     | 0     | 19    | 1     |
| Dundee United     | 2010–11           | 30    | 4     | 4     | 0     | 2                 | 0                 | 1     | 0     | 37    | 4     |
| Dundee United     | Total             | 120   | 17    | 14    | 2     | 10                | 1                 | 1     | 0     | 145   | 20    |
| St Johnstone      | 2011–12           | 16    | 0     | 2     | 0     | 2                 | 0                 | 0     | 0     | 20    | 0     |
| St Johnstone      | 2012–13           | 7     | 2     | 0     | 0     | 2                 | 0                 | 0     | 0     | 9     | 2     |
| St Johnstone      | 2013–14           | 0     | 0     | 0     | 0     | 0                 | 0                 | 0     | 0     | 0     | 0     |
| St Johnstone      | Total             | 23    | 2     | 2     | 0     | 4                 | 0                 | 0     | 0     | 29    | 2     |
| Greenock Morton   | 2013–14           | 16    | 0     | 0     | 0     | 0                 | 0                 | 0     | 0     | 16    | 0     |
| Livingston        | 2014–15           | 13    | 0     | 1     | 0     | 2                 | 0                 | 3     | 2     | 19    | 2     |
| Ayr United        | 2015–16           | 12    | 1     | 0     | 0     | 0                 | 0                 | 0     | 0     | 12    | 1     |
| Cowdenbeath       | 2016–17           | 7     | 0     | 1     | 0     | 4                 | 0                 | 0     | 0     | 12    | 0     |
| Total de Carrière | Total de Carrière | 181   | 20    | 18    | 2     | 20                | 1                 | 4     | 2     | 233   | 25    |

## Palmarès
Dundee United
- Coupe d'Ecosse (1) :
  - Vainqueur : 2009-10.

- Coupe de la Ligue écossaise :
  - Finaliste : 2007-08.